# Arboreto Frelinghuysen
El Arboreto Frelinghuysen (en inglés: Frelinghuysen Arboretum) es un arboreto y jardín botánico de 127 acres (54.3 hectáreas) de extensión, que se encuentra en Morristown, Nueva Jersey. 

## Localización
Frelinghuysen Arboretum 53 East Hanover Avenue, Morristown, Morris county, New Jersey NJ 08873 United States of America-Estados Unidos de América
Planos y vistas satelitales.40°48′10.8″N 74°27′10.8″O / 40.803000, -74.453000
El arboreto está abierto de mayo a mediados de octubre. La entrada es libre. En él se encuentra la sede del "Morris County Parks Commission".

## Historia

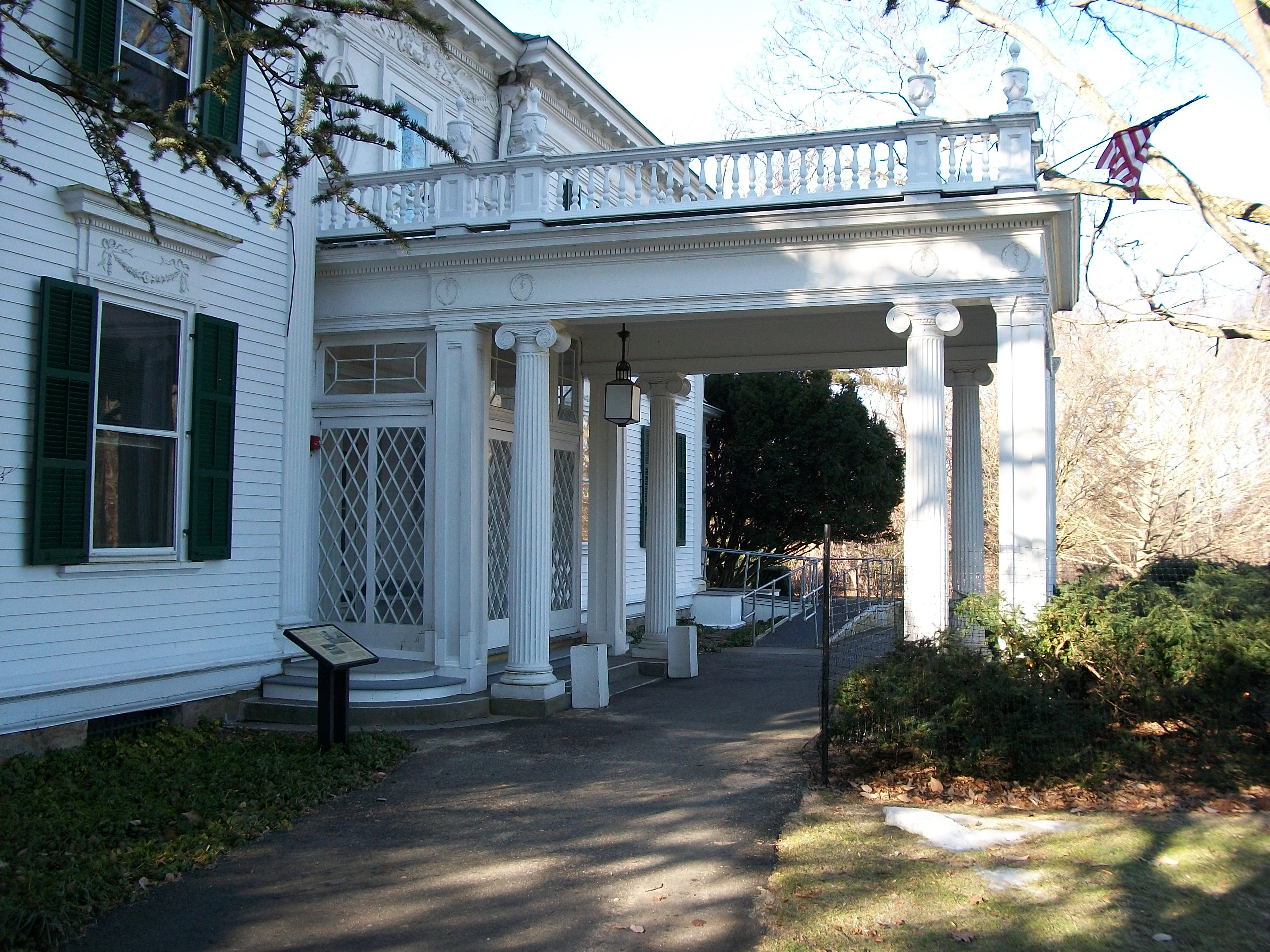
La casa principal es la sede central de la "Morris County Park Commission".

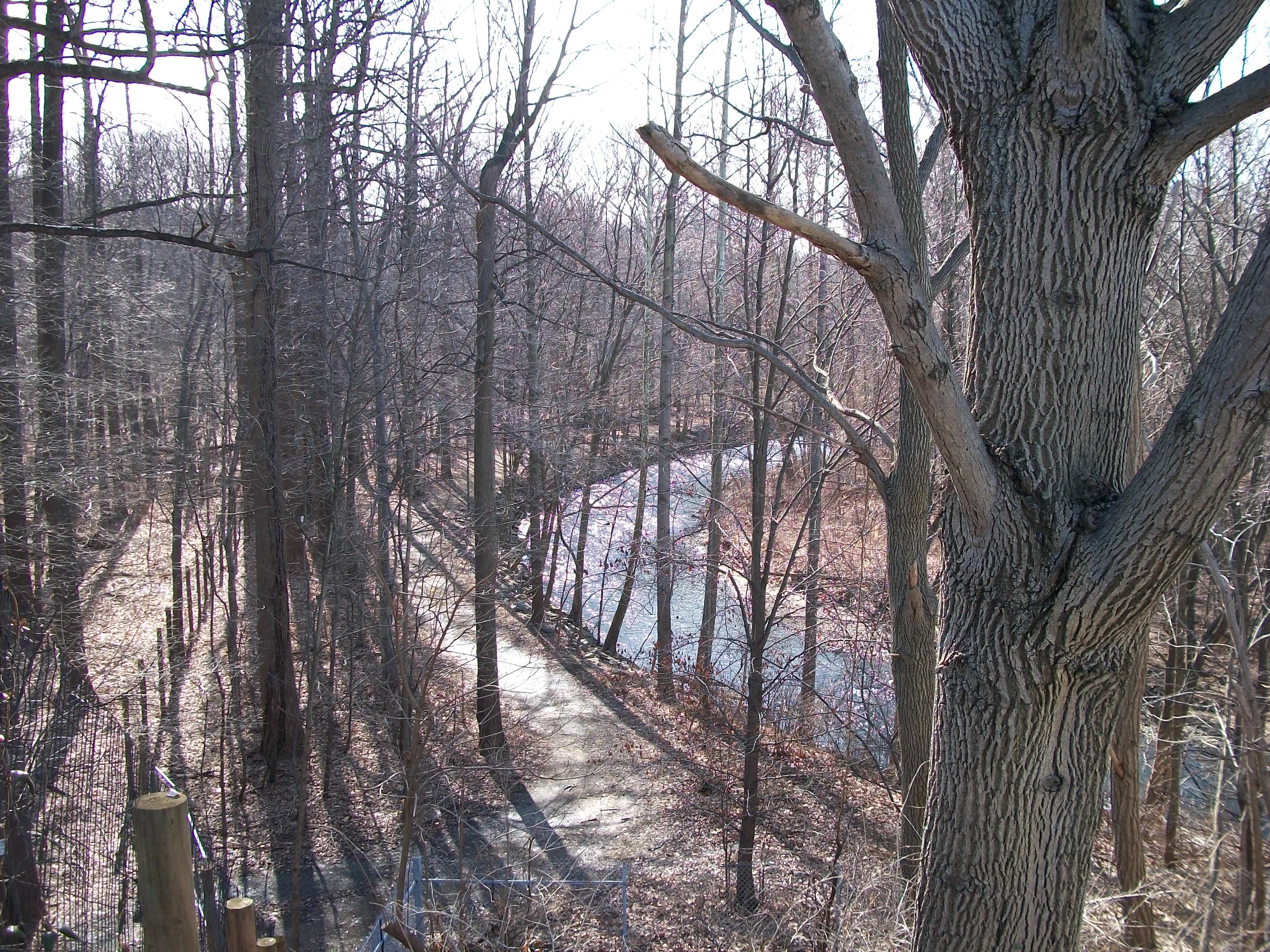
A lo largo del lado oeste de la propiedad, hay un acantilado muy empinado, con rutas a caballo, que desciende a esta corriente de agua.

El arboreto rodea la mansión Frelinghuysens de estilo Colonial Revival así como a sus jardines formales, y cuenta con senderos naturales con árboles y arbustos con placas identificativas.
El arboreto fue creado en el sitio de la granja "Whippany Farm", propiedad de George Griswold Frelinghuysen (1851-1936), hijo de Frederick T. Frelinghuysen, abogado de patentes de la ciudad de Nueva York así como presidente de la Ballantine Brewing Company desde 1905 hasta su jubilación, y Sara Ballantine (1858-1940) de Newark (Nueva Jersey), nieta de Peter Ballantine fundador de la "Ballantine Brewing Company". 
En 1920, la señora Sara Ballantine plantó rosas, y los lechos de las rosa se cultivaban entre los radios de una pared de ladrillo de estilo Chippendale formando una canasta con diseño ondulado. En 1964 su hija, Matilda Frelinghuysen (1887-1969) comenzó los planes de convertir la finca en un arboreto. El arboreto Frelinghuysen de hoy fue reconocido como tal en 1971.
Los árboles en el parque incluyen sauces, magnolia, ciprés, hayas, manzanas silvestres, y las cerezos ornamentales de flor. Hay amplias zonas del parque que tienen bosque silvestre solamente. Los meses de septiembre a marzo son un buen momento para ver las gramíneas ornamentales, en diciembre, acaparan el interés los acebos. Entre enero y febrero lasfloraciones de los avellanos y bulbos de floración temprana. De marzo a abril es cuando Heleboros, Cerezas cornalina y bulbos de primavera están en flor. A finales de abril y mayo, las cerezos en flor, magnolias, nanzanos silvestres y bulbos de primavera. Ente mayo y junio, rododendros, cornejos, lilas, viburnum, azaleas, hostas y Stewartias. Las rosas están en su esplendor de mayo a octubre. Cuando las hojas de los árboles cambian de color en octubre, los árboles de arce son particularmente impresionantes. Y las coníferas están admirables durante todo el año.
Actualmente el arboreto Frelinghuysen es un centro regional para actividades hortícolas, incluyendo programas educativos, visitas especiales, viajes en grupo, eventos especiales, y una amplia colección de literatura botánica. El Centro de Educación "Joseph F. Haggerty Education Center" y jardines de demostración para crear jardines en las viviendas particulares que han sido diseñados para ampliar los servicios de la Comisión parque al público jardinería en un entorno libre de obstáculos. 
Los Amigos del arboreto "Friends of the Frelinghuysen Arboretum Commission" fue fundada en 1972. Hay una tienda de regalos y una antigua casa de carruajes. El Centro de Educación Haggerty tiene salas de reuniones para eventos. Hay varios estacionamientos de vehículos. Al oeste hay un prado y un pantano. 
El arboretum está bordeado por la carretera interestatal 287, East Hanover Avenue, y Whippany Road.

## Colecciones
El jardín botánico cuenta con colecciones temáticas de la vida vegetal, incluidas las:
- Hierbas ornamentales,
- Colección de arbustos de floración primaveral y plantas perennes,
- Arbustos de floración e el verano, y plantas de flor cortada,
- Colección de frutos de otoño y el cambio de color de sus hojas en esta época,
- Árboles de sombra,
- "Promising plants garden" (Jardín de plantas prometedoras) que cuenta con plantas subutilizadas suministradas por los viveros, agricultores y horticultores.
- The Kathryn A. Porter "Branching Out!" jardín que está cultivado por los niños de entre 5 a 13 años durante una primavera después de las actividades escolares y en los programas del verano, el curso de estudio incluye cocina y artesanía. Los participantes cultivan verduras, hierbas y flores para llevar a casa.

En frente de la casa principal se encuentra el "Great Lawn", una gran extensión de césped bien cuidado con una suave pendiente en el estilo de una casa solariega con paisaje estilo inglés, es el lugar de conciertos al aire libre en los meses más cálidos. Hay diferentes tipos y rutas a caballo. Hay un sendero natural de Braille en una pequeña depresión boscosa justo al lado de la Great Lawn, que fue diseñado para la exploración práctica.
El sendero "The Patriots' Path" es una red de senderismo, ciclismo, senderos ecuestres, espacios verdes, con enlaces a otros parques en Nueva Jersey.

## Imágenes del arboreto

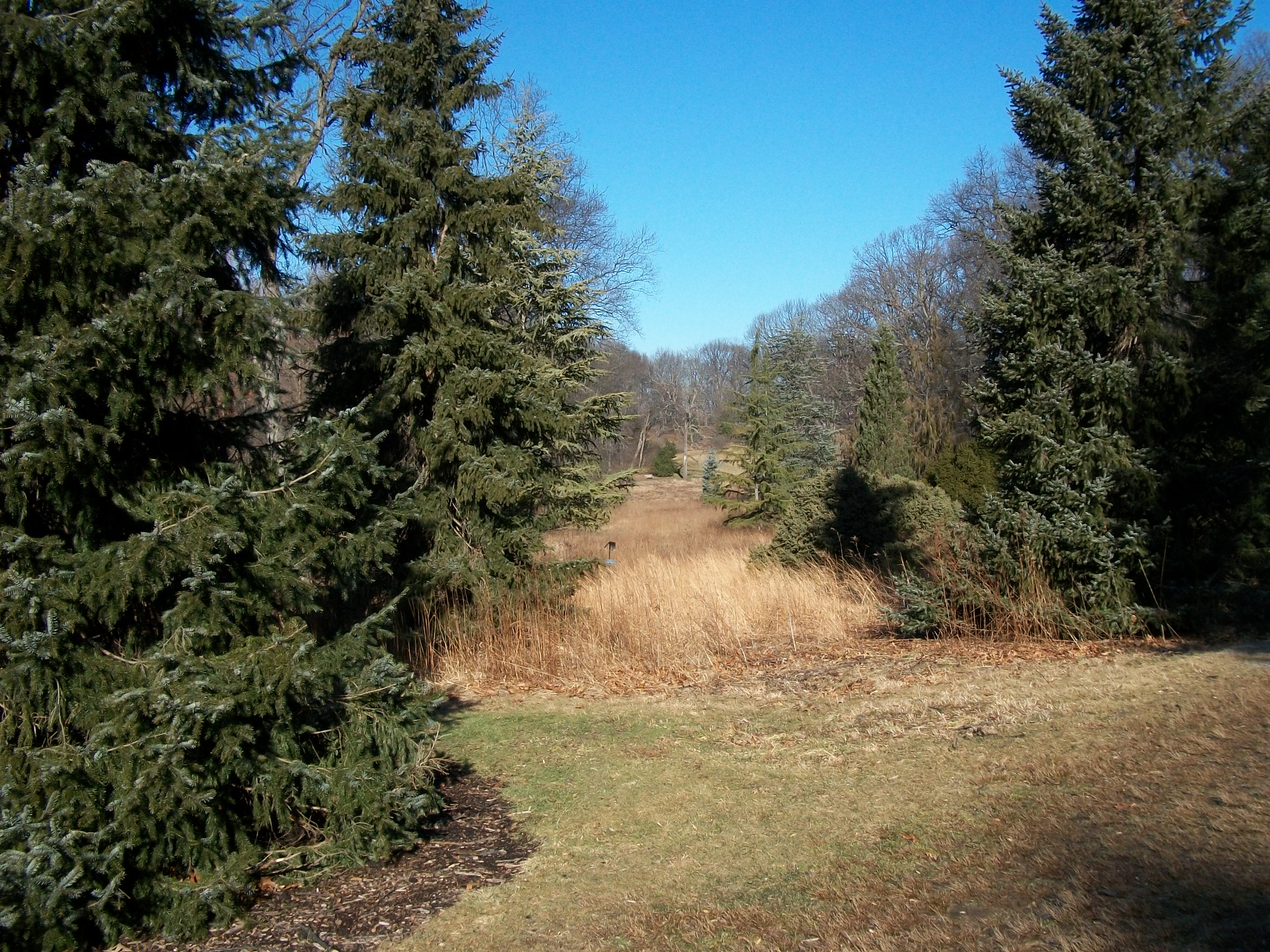
Las coníferas de hoja perenne abundan en la amplia propiedad.
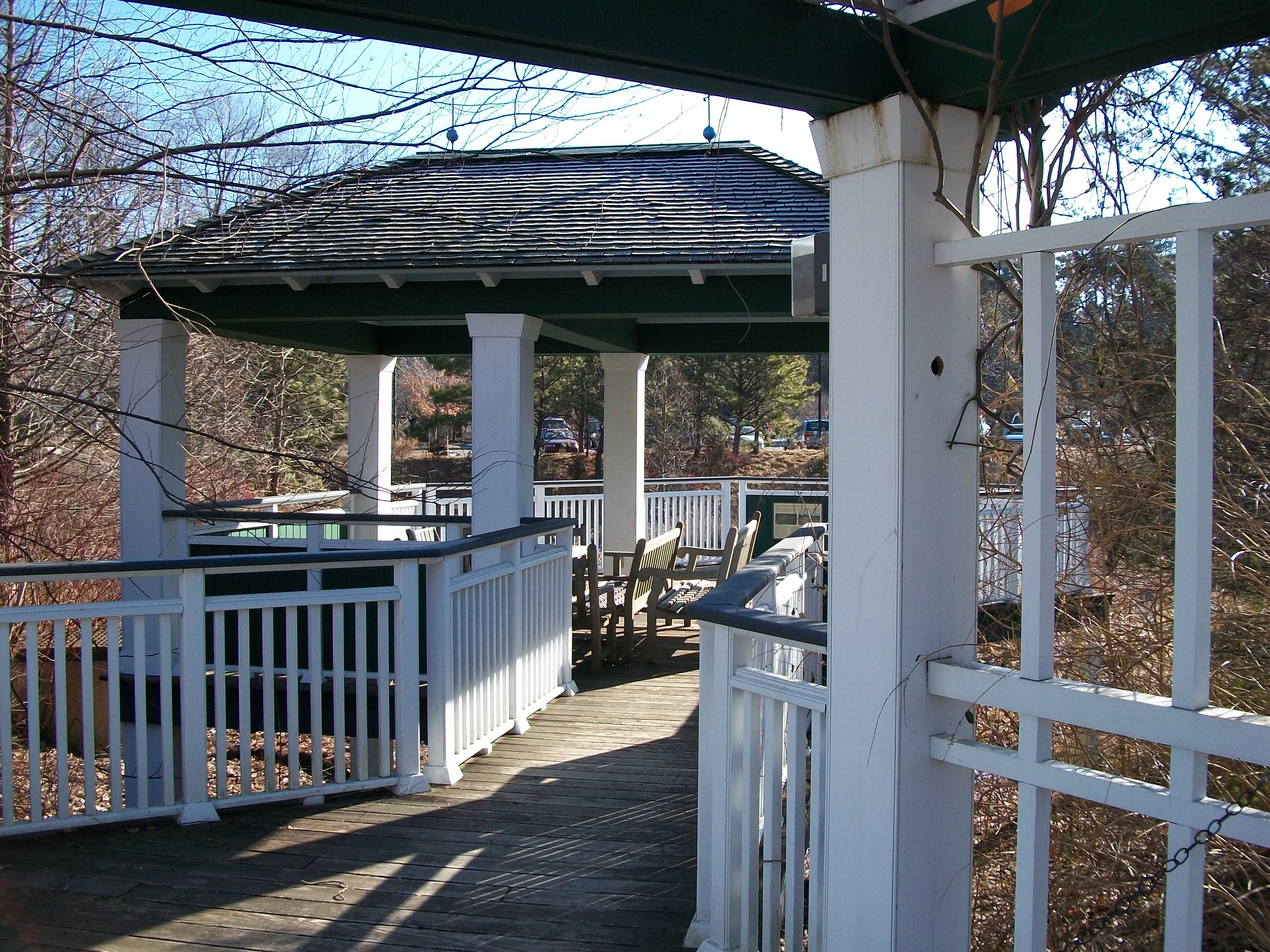
En verano, este mirador se adentra en un pequeño estanque.
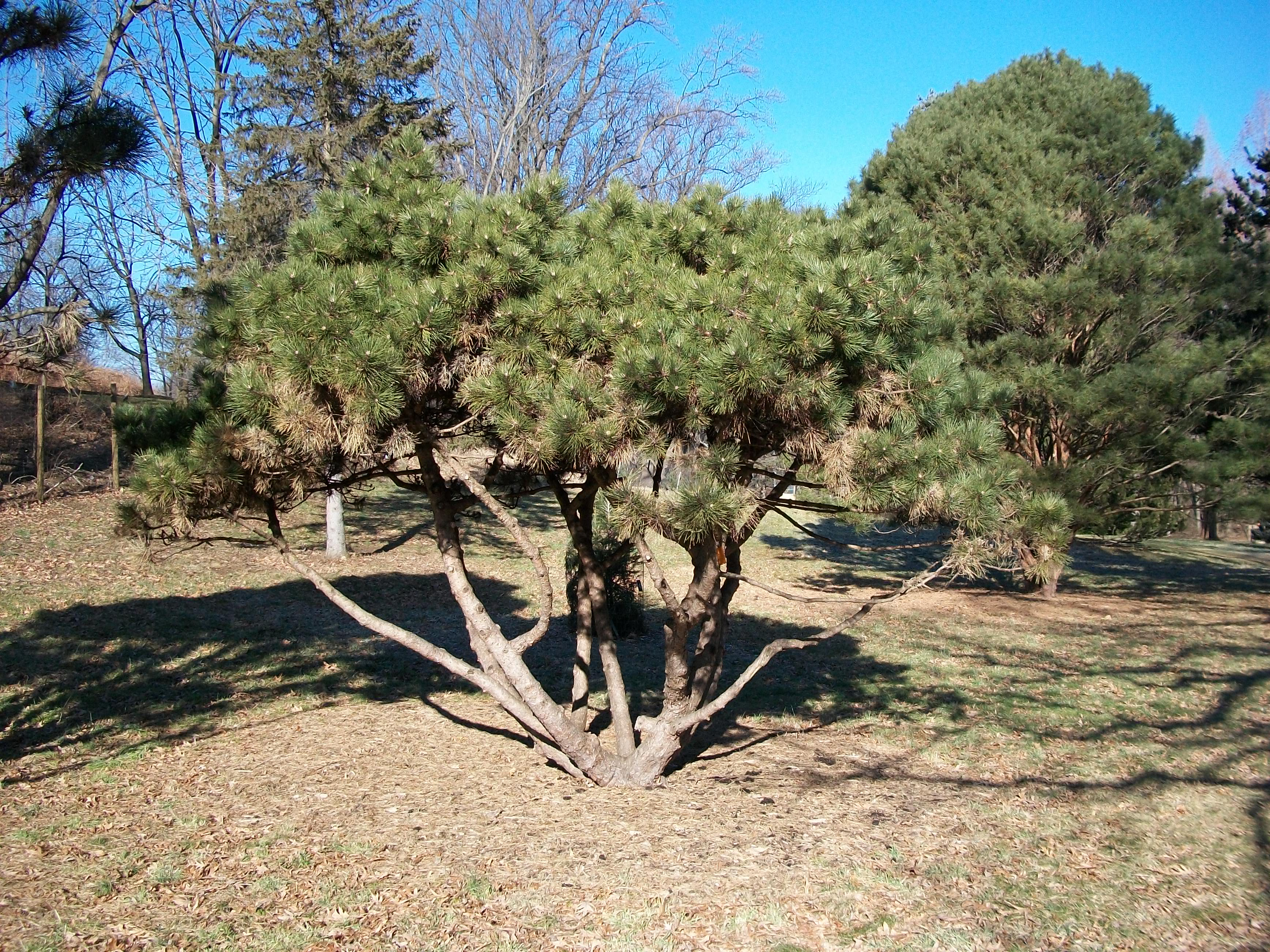
La reserva cuenta con una amplia variedad de árboles, plantas y jardines. Los árboles jóvenes son a veces encerrados con alambradas para evitar que los ciervos coman las hojas.
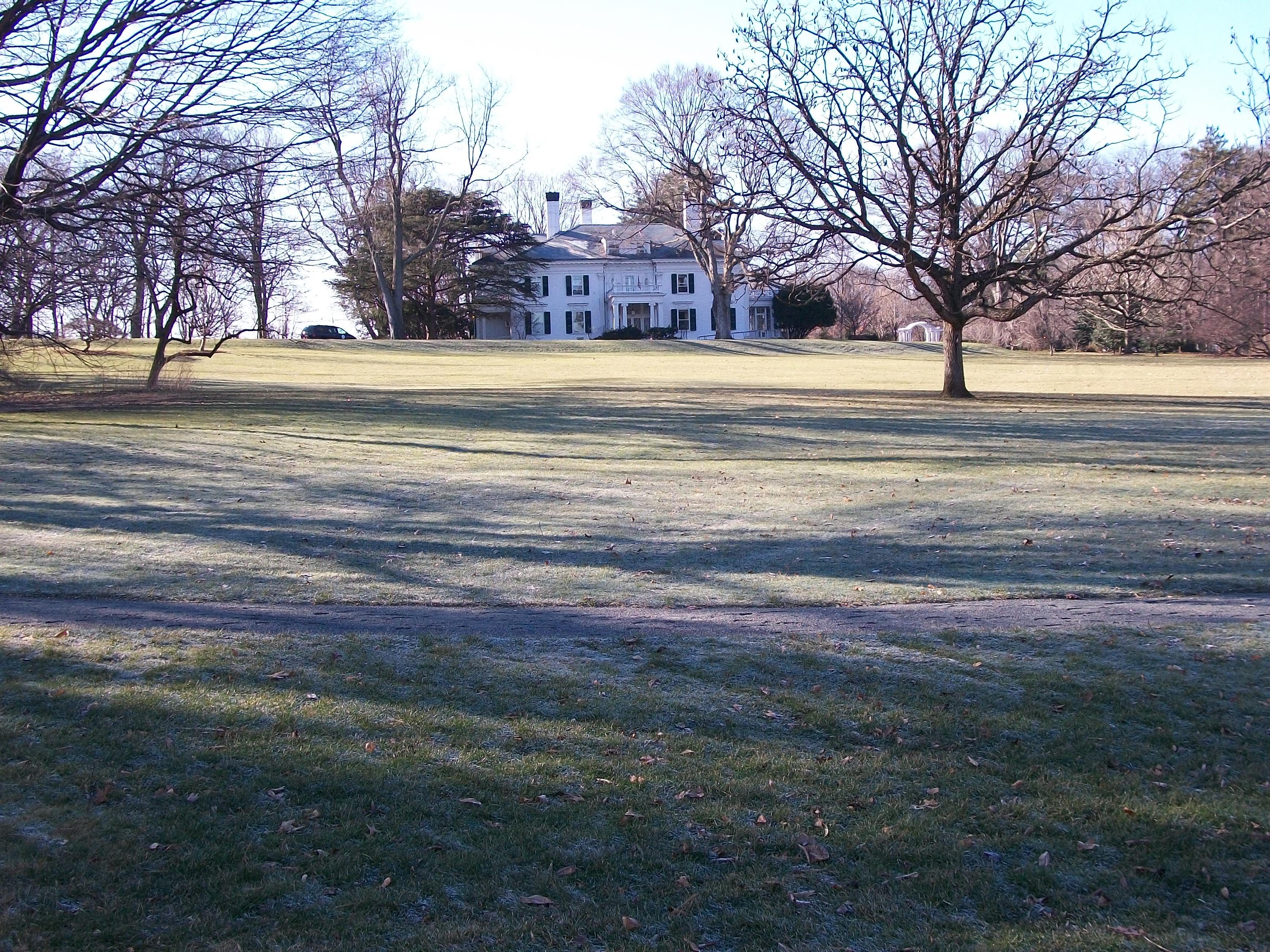
La pintoresca finca de 127 acres fue legada al Condado de Morris por Matilda E. Frelinghuysen, que heredó la finca de sus padres, en 1969, y participó en los planes de convertir la propiedad en un arboreto abierto al público.